# Paul Maaß
Paul Maaß (* 1980 in Berlin) ist ein deutscher Schauspieler.

## Leben
Seit 1995 trat er als Schauspieler vor der Kamera in über 20 Film-und-Fernsehproduktionen auf. Von März 2003 bis Januar 2005 absolvierte er das Special Coaching Actors Studio bei Kristiane Kupfer. Im Jahr 2010 spielte er in Der Rap des Nibelungen am Theater Freiburg und in Romeo und Julia am Maxim-Gorki-Theater Berlin. Maaß betätigt sich außerdem als DJ und Rapper.
Paul Maaß lebt in Berlin.

## Filmografie
- 1995: Die Straßen von Berlin (Fernsehserie, 1 Folge)
- 1996: Im Namen des Gesetzes (Fernsehserie, 1 Folge)
- 1997: Balko (Fernsehserie, 1 Folge)
- 1998: HeliCops – Einsatz über Berlin (Fernsehserie, 1 Folge)
- 1999: Für alle Fälle Stefanie (Fernsehserie, 2 Folgen)
- 2001: Dr. Sommerfeld – Neues vom Bülowbogen (Fernsehserie, 1 Folge)
- 2002: Abschnitt 40 (Fernsehserie, 1 Folge)
- 2004–2009: Schloss Einstein (Fernsehserie, 9 Folgen, verschiedene Rollen)
- 2005: Alphateam – Die Lebensretter im OP (Fernsehserie, 1 Folge)
- 2005: NVA
- 2006: Zwei zum Fressen gern
- 2007: Leroy
- 2009: Stubbe – Von Fall zu Fall (Fernsehreihe, 1 Folge)
- 2009–2018: SOKO Leipzig (Fernsehserie, 2 Folgen, verschiedene Rollen)
- 2010: In aller Freundschaft (Fernsehserie, 1 Folge)
- 2011: Löwenzahn (Fernsehserie, 1 Folge)
- 2011: Der Kriminalist (Fernsehserie, 1 Folge)
- 2011–2012: Allein gegen die Zeit (Fernsehserie)
- 2012: Polizeiruf 110: Stillschweigen
- 2012: Was bleibt
- 2012: Tatort: Borowski und der freie Fall
- 2013: Unsere Mütter, unsere Väter
- 2013: Akte Ex (Fernsehserie, 1 Folge)
- 2015: Er ist wieder da